# 军人誓词

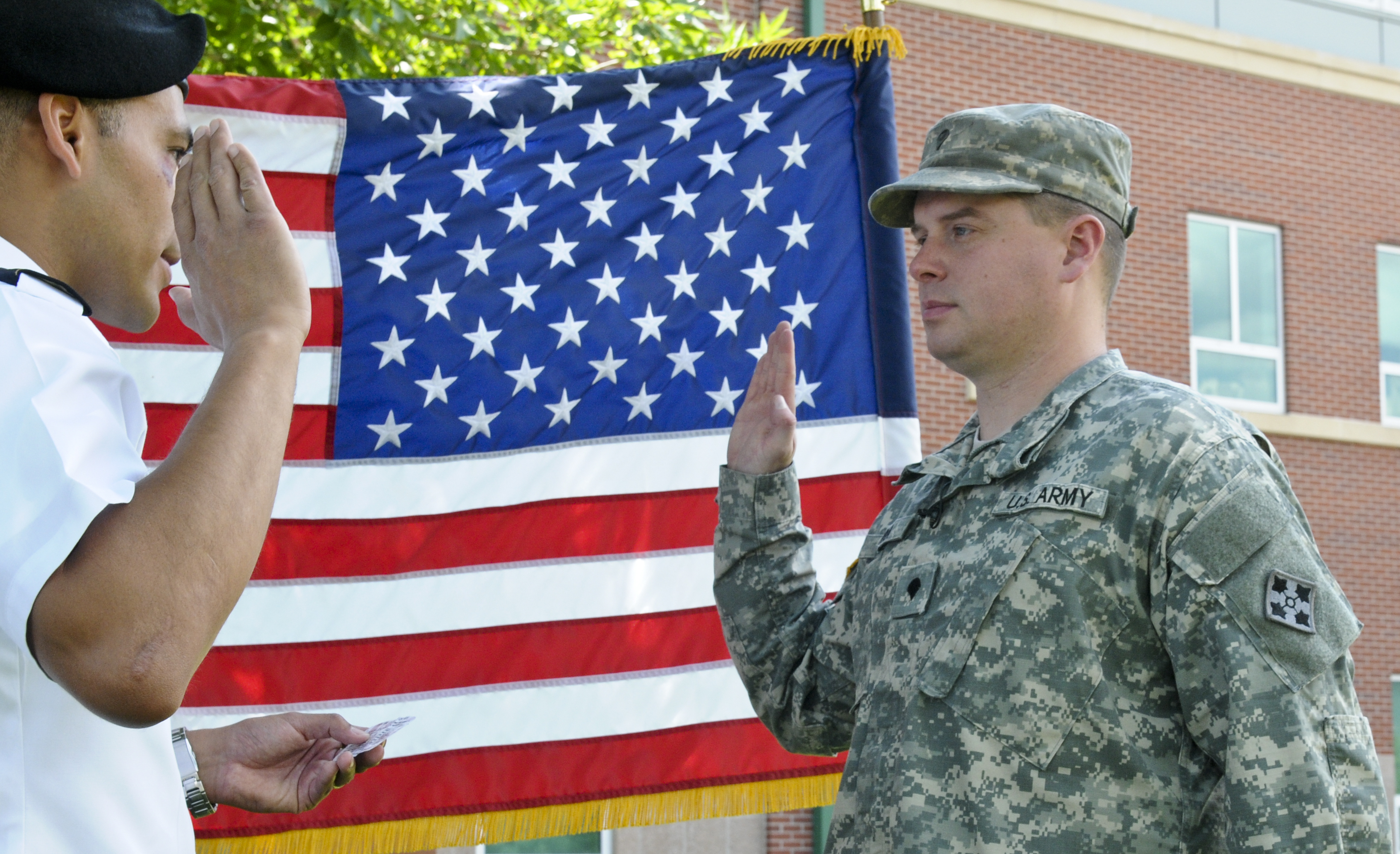
一名美国陆军军人重温军人誓词

军人宣誓或入伍宣誓是指应征或志愿入伍的新兵在正式加入一国軍隊之时所进行的宣誓。各个国家对入伍宣誓的具体细节有着不同规定，具体誓词亦有所不同，但共同点是宣誓忠于国家和服从上级。在古代，军人宣誓效忠是一项极其隆重的程序。而现代有着许多正式的法律法规来维持军队纪律，因此虽然宣誓本身仍然庄严，但它只是一个形式上的正式程序。